# Takeo Harada
Takeo Harada (jap. 原田 武男, Harada Takeo; * 2. Oktober 1971 in der Präfektur Saga) ist ein ehemaliger japanischer Fußballspieler und -trainer.

## Karriere
Harada erlernte das Fußballspielen in der Schulmannschaft der Kunimi High School und der Universitätsmannschaft der Waseda-Universität. Seinen ersten Vertrag unterschrieb er 1994 bei Yokohama Flügels. Der Verein spielte in der höchsten Liga des Landes, der J1 League. 1997 erreichte er das Finale des Kaiserpokals. 1998 gewann er mit dem Verein den Kaiserpokal. Für den Verein absolvierte er 107 Erstligaspiele. 1999 wechselte er zum Ligakonkurrenten Cerezo Osaka. Für den Verein absolvierte er 41 Erstligaspiele. Im Juni 2000 wechselte er zum Ligakonkurrenten Kawasaki Frontale. 2000 erreichte er das Finale des J.League Cup. Für den Verein absolvierte er 15 Erstligaspiele. 2001 wechselte er zum Zweitligisten Ōita Trinita. Für den Verein absolvierte er 40 Spiele. 2002 wechselte er zum Ligakonkurrenten Avispa Fukuoka. Für den Verein absolvierte er 49 Spiele. Danach spielte er bei V-Varen Nagasaki (2005–2010). Ende 2010 beendete er seine Karriere als Fußballspieler.

## Erfolge
Yokohama Flügels
- Kaiserpokal

Sieger: 1998
Finalist: 1997
Kawasaki Frontale
- J.League Cup

Finalist: 2000